# Delaware, Ohio
Delaware là một thành phố thuộc quận Delaware, tiểu bang Ohio, Hoa Kỳ. Năm 2010, dân số của thành phố này là 34753 người.

## Dân số
- Dân số năm 2000: 25243 người.
- Dân số năm 2010: 34753 người.